# Joseph Lawless
Joseph Thomas „Joe” Lawless (ur. 23 marca 1890 w Waltham, zm. 18 lutego 1923 tamże) – amerykański strzelec, olimpijczyk.
Walczył podczas I wojny światowej. W 1920 roku był członkiem 5th Massachusetts National Guard, w której dowodził pierwszą kompanią 181 Pułku Piechoty.
Lawless wystąpił na Letnich Igrzyskach Olimpijskich 1920 w przynajmniej jednej konkurencji – karabinie wojskowym leżąc z 600 m. Uplasował się na 8. miejscu, osiągając 3. wynik wśród amerykańskich strzelców (mimo tego nie wystąpił w zawodach drużynowych).
Zmarł w wyniku zapalenia płuc.

## Wyniki

### Igrzyska olimpijskie
| Igrzyska | Konkurencja                   | Wynik   | Miejsce | Źródło |
| -------- | ----------------------------- | ------- | ------- | ------ |
| IO 1920  | Karabin wojskowy leżąc, 600 m | 57 pkt. | 8       | [ 1 ]  |